# Carlos Ísola
Carlos Ísola (Buenos Aires, 6 marzo 1896 – 8 febbraio 1964) è stato un calciatore argentino, di ruolo portiere.

## Caratteristiche tecniche
Portiere di livello, iniziò la sua carriera calcistica come interno sinistro, salvo poi divenire portiere per via dell'assenza del titolare in occasione di un incontro. Divenne noto per la sua agilità tra i pali.

## Carriera

### Club
Dopo gli inizi da centrocampista, Ísola divenne stabilmente portiere nei primi anni 1910. Fu titolare durante tutta la sua militanza nel club, giocando i vari campionati dilettantistici cui il River partecipò. Nel 1925 si ritirò dal calcio giocato; nel corso della medesima stagione era andato a segno tre volte.

### Nazionale
Debuttò in Nazionale il 17 luglio 1916, giocando da titolare la gara di Buenos Aires con l'Uruguay nell'ambito del Sudamericano 1916. Partecipò poi, tra il 1916 e il 1917, a svariati tornei: Copa Lipton, Copa Premio Honor Uruguayo, Trofeo Circular e Copa Newton. Il 3 ottobre 1917 tornò in campo in occasione di una competizione ufficiale: al Parque Pereira di Montevideo giocò contro il Brasile nel Sudamericano 1917. Fu poi impiegato da titolare nelle restanti due partite, contro Cile e Uruguay, subendo un totale di tre reti. Dal luglio al settembre 1918 fu schierato in partite di tornei amichevoli, mentre l'anno seguente fu nuovamente la prima scelta nel suo ruolo per il Sudamericano, organizzato dal Brasile. Giocò tutte e tre le gare, terminando il torneo con 7 gol al passivo. Nel 1921 giocò due partite non ufficiali contro il Cile, e il 22 gennaio 1922 scese in campo per l'ultima volta con la Selección, giocando a Buenos Aires contro l'Uruguay.
Diviene il primo portiere a parare un calcio di rigore nella storia della nazionale argentina.

## Palmarès

### Club

#### Competizioni nazionali
- Copa Competencia: 1

River Plate: 1914

### Videografia
- Federico Ferri e Federico Buffa, Storie di Campioni - Buffa Racconta: Alfredo Di Stéfano, Sky Sport, 2015.